# Шипилов, Борис Семёнович
Борис Семёнович Шипилов (15 июня 1892 — 19 марта 1982) — советский хозяйственный, государственный и политический деятель, первый секретарь Тимашёвского райкома КПСС (Краснодарский край). Герой Социалистического Труда (1957).

## Биография
Родился в 1892 году в селе Шехмань. Член РКП(б) с 1918 года.
В 1906—1960 годах — подручный пекаря и пекарь-бараночник в частных пекарнях в Шехмани, чернорабочий на дроболитейном заводе Бельгийского общества, в Русской Императорской армии, участник Гражданской войны, военный комиссар отдельного эскадрона, окончил курсы военных комиссаров имени К. Е. Ворошилова, военный комиссар Северского районного военного комиссариата, заведующий организационным отделом Северского райкома ВКП(б), секретарь партийной ячейки секции грузчиков в Краснодаре, станицы Усть-Лабинская, первый секретарь Горячеключевского, Баталпашинского, Абинского, Каневского, Темиргоевского райкома ВКП(б) (Краснодарский край).
Участвовал в Великой Отечественной войне. Воевал в должности военного комиссара 10-й дивизии 4-го Кубанского казачьего кавалерийского корпуса.
После войны — заместитель председателя Краснодарского краевого Совета депутатов трудящихся, заведующий отделом соцобеспечения Краснодарского крайисполкома, первый секретарь Лабинского и Тимашёвского райкомов ВКП(б).
Указом Президиума Верховного Совета СССР от 31 октября 1957 года присвоено звание Героя Социалистического Труда с вручением ордена Ленина и золотой медали «Серп и Молот».
Избирался депутатом Верховного Совета СССР 3-го и 4-го созывов.
Умер в 1982 году в Краснодаре.